# Dezső Bánffy
Dezső Bánffy de Losonc (Kolozsvár, 28 ottobre 1843 – Budapest, 24 maggio 1911) è stato un politico ungherese, primo ministro dell'Ungheria dal 1895 al 1899.
Dopo aver studiato all'università di Berlino e poi di Università di Lipsia ed esser stato curatore della Chiesa riformata di Transilvania, inizia la sua carriera politica nel 1892 come presidente della Camera dei deputati. Fermo oppositore dei radicali, si allontanò da Budapest nei giorni del funerale di Lajos Kossuth per non parteciparvi.
Il 14 gennaio 1895, il re – dopo la caduta del gabinetto di Kálmán Széll – lo incaricò di formare un nuovo esecutivo. Il programma del suo governo era fortemente anti-cattolico e ciò gli costò le critiche del nunzio apostolico Antonio Agliardi e le dimissioni del ministro degli Esteri Gustav Kálnoky. Nonostante ciò alle elezioni del 1896 ottenne una schiacciante maggiorante anche grazie a metodi elettorali drastici.
La divisione sempre più netta con l'opposizione parlamentare arrivò a livelli di scontro personale e il 3 gennaio 1899 Bánffy sfidò a duello il suo acerrimo nemico, il deputato Horánszky.
L'incessante crescita delle polemiche, costrinse Bánffy a dimettersi il 26 febbraio 1899. In seguito contribuì alla caduta del governo di István Tisza.